# عتبةالکتبه
عتبة الکتبه مجموعه نامه‌های دیوان سلطان سنجر به قلم مؤید الدوله منتجب الدین بدیع اتابک جوینی است که نمونه‌ای از نگارش‌های پرآرایه و دشوار در نثر فارسی است و در سده ششم هجری نوشته شده است. این کتاب با مقدمه علامه قزوینی و تصحیح عباس اقبال در سال ۱۳۲۹ خورشیدی به چاپ رسیده است. همچنین در سال 1396 با تحلیل و تعلیقات جدید دکتر مریم صادقی توسط نشر نگاه معاصر باز نشر داده شد. 
متن عتبه شامل دو بخش است: نخست نامه های اداری یا سلطانیات که شامل 39 نامه می شود، و دوم نامه های دوستانه یا اخوانیات که 66 نامه است. این نامه ها در زمان سلطان سنجر به اطراف و اکناف نوشته و فرستاده می شدند و کاملاً درست و و بکر و دست اول است. گردآورنده نامه ها یعنی منتجب الدین، نماینده تام الاختیار سنجر و مورد اعتماد بسیار او و خواجه نظام الملک طوسی بوده، که تنها سمت کاتب و یا منشی او را نداشته است بلکه هرجا لازم بوده از سوی سلطان سنجر برای سرکشی امور مختلف اداری و قضایی و غیره فرستاده می شده و دیگران ملزم به اطاعت او بوده اند. 

## نمونه متن
تقلید قضاء طوس
ان الله یأمرکم ان تؤدو الامانات الی اهلها و اذا حکمتم بین الناس ان تحکموا بالعدل ان الله نعما یعظکم به ان الله کان سمیعا بصیراً
تا رایت دولت ما به حول و قوت ایزد تبارک و تعالی در ممالک جهان افروخته گشته است و به تأیید و تقدیر او عز و علا سایه همایون بر اقالیم عالم افگنده است و عنان حل و عقد و ابرام و نقص امور مملکت بسیط روی زمین در قبضه اقتدار ما آمده و رقاب و اعناق ملوک و سلاطین که در آفاق، شرقاً و غربا، ً براً و بحراً نشاندگان و صنایع رأی و فرمان ماند مذلل و مسخر اوامر و نواهی ما شده و همواره همت ما بر اتباع فرمان آفریدگار سبحانه تعالی و تقدس در اصطناع مستحقان و رعایت ذمم و حقوق ایشان از ائمه و قضاة و اهل بیوتات بر حسب اختلاف طبقات و تفاوت درجات مقصود بودست و تقریر اعمال دینی که اساس دولت بدان مستحکم ماند بر کسانی که استحقاق و استعداد آن را داشته‌اند انتساباً و اکتساباً از لوازم دانسته‌ایم و مقاعد و قواعد اعمال و احوال ملک و دولت را به انتهاج این منهاج و سلوک این طریق مؤکد و ممهد دانسته و آلاء و نعماء ایزدی را که هر روز آثار آن ظاهر ترست و امداد آن متظاهر از میامن و برکات آن شمرده و بین وسیلت و ذریعت، استمداد و استدامت نعم او عزوعلا کرده و مهمترین کارها به اجالت رأی در تربیت آن فرمودن و عنایت به حفظ و حواشی و اطراف آن از خلل و خطل مصروف گردانیدن شغل قضاء و حکومت است که اشتمال آن بر مصالح خلق، پوشیده نیست و منتصب در آن منصب مرموق و بر متحمل اعباء آن امانت بزرگ، جر آن کس نتواند بود که او را در خاندان علم و شریعت و سداد طریقت عرقی عریق باشد. اتصاف. اتسام به مآثر و مفاخر دینی و دنیاوی از قد قدر او قاصر نیاید و اعتلاء رتبت او بر مراتب اتراب و اضراب اولاالباب مستنکر نماید؛ و چون گفته‌اند که: معنی ظلم وضع الشی فی غیرموضعه است از قضیت این سخن لازم آید که: عدل وضع الشیء فی موضعه باشد و ما از آفریننده جلت عظمته در تنفیذ احکام، میان خاص و عام به افاضت عدل مأموریم و به سپردن کار به کاردان و رسانیدن مستحق به رتبت استحقاق و تقویت او در آن مخاطب و منسوب؛ و معلوم است که امیر آجل جلال الدین ادام الله تأییده قضاء و لایت طوس و مضافات آن را میراث دارای مستحق است و مدتی مدید به فرمان ما ملایس و مباشر آن بودست و آثار جمیل نموده و در دولت به وسایل و شوافع موروث و مکتسب متوسل و متصل است و به علم و عفاف که مقتضی و موجب تقلید امور دینی باشد متجلی و متوشح.
بر قضیت این مقدمات و سوابق صفات، رأی چنان دید که بعد از استخارات قضاء ولایت طوس به جملگی از سر طوس تا پای طوس به وی ارزانی داشتیم و این شغل بزرگ و مهم نازک بر وی مقرر فرمودیم و او را مقلد و متکلف آن گردانیدیم و زمام آن امانت جسیم ودیعت عظیم به دست شهامت و دیانت و کمال علم و عفت او دادیم و می‌فرمایم تا مراقبت و اتقاء جانب ایزد تعالی حلیت احوال و عهده حصول آمال خویش اسزد عاجلاً و اجلاً و استصحاب صنع لطیف و فضل عمیم او عز شأنه و عم احسانه درآنجا طلبد و مقاصد به وسیلت تقوی و ثبات قدم بر سنن هدی کند «ان الله مع الذین اتقوا و الذین هم محسنون» و نصوص قرآن مجید را که: «لا یأتیه الباطل من بین یدیه و لا من خلفه تنزیل من حکیم حمید» در فصل خصومات متقدی دارد؛ و به اخبار سید المرسلین ـ صلوات الله علیه که تلو کلام رب العزه است و می‌گوید عز من قاتل: «ما اتاکم الرسول فخذوه و ما نهیکم عنه فانتهوا...» و مقتدی و مهتدی باشد و جملگی دقایق و رسوم آداب قضا را که از توصیف بدان مستغنی گشته است مرعی دارد و از معطنو مغمز اجتناب نماید انشاالله تعالی.